# ناحیه آرنج واک
ناحیه آرنج واک (به لاتین: Orange Walk District) یک ناحیه در بلیز است که در شمال غربی این کشور واقع شده‌است. ناحیه آرنج واک ۴٬۷۳۷ کیلومتر مربع مساحت و ۴۵٬۴۱۹ نفر جمعیت دارد.